# Balázs Tóth (Fußballspieler, 2004)
Balázs Tóth (* 29. April 2004 in Ózd) ist ein ungarischer Fußballtorwart.

## Karriere

### Verein
Tóth begann seine Karriere beim Sajóvölgye FSE. Zur Saison 2016/17 wechselte er zum Győri ETO FC. Zur Saison 2018/19 kam er in die Jugend von Haladás Szombathely. Zur Saison 2020/21 wechselte er nach Österreich in die Akademie des FC Red Bull Salzburg. Zur Saison 2021/22 rückte er in den Kader des zweitklassigen Farmteams der Salzburger, FC Liefering.
Sein Debüt in der 2. Liga gab er im April 2022, als er am 25. Spieltag jener Saison gegen den SV Lafnitz in der Startelf stand. In zwei Spielzeiten hütete er in insgesamt sechs Zweitligapartien das Tor der Lieferinger, gegen Jonas Krumrey konnte er sich nie durchsetzen. Zur Saison 2023/24 kehrte er dann in seine Heimat zurück und wechselte zum Zweitligisten Kazincbarcika SC.

### Nationalmannschaft
Tóth spielte 2019 für die ungarische U-16-Auswahl.

## Persönliches
Sein Bruder Milán (* 2002) ist ebenfalls Fußballspieler.